# Villinge, Stockholms skärgård
Villinge är en ö och ögrupp i Värmdö kommun 4 sjömil öster om Ornö.

## Historia
År 1921 köptes Villingearkipelagen av Erik Åkerlund. 1952 sålde hans son Olle Villinge till Enskilda banken som grundade en stiftelse att förvalta öarna. Stiftelsen äger fortfarande Villinge och halva Gillinge. Åkerlunds gamla stuga uppläts av stiftelsen till seglarklubben ”Havsörnarna”. En av klubbens medlemmar var Evert Taube som skrev sången ”Havsörnsvals” på Villinge.

## Natur
Öarna i Villingearkipelagen är en relativt låga och flacka och består huvudsakligen av sand och grus. Norra udden av Fårholmen (Långholmen), Boskapsön och Olofskobb utgör Villinge-Boskapsö naturreservat.
Förutom att de låga sand- och grus-stränderna är viktiga häckningsplatser för fåglar som ejder, storskrake och vigg är den oexploaterade, tallbeväxta mon unik för skärgården. Liknande miljö finns bara på Sandhamn och Gotska Sandön.